# Paléo-conservatisme
Le paléo-conservatisme (en anglais : paleoconservatism) désigne, aux États-Unis, les partisans d'une ligne conservatrice axée autour du protectionnisme, de l'anti-communisme, de l'isolationnisme, du constitutionnalisme, du fédéralisme, ainsi que des valeurs familiales traditionnelles. 
Bien que le paléo-conservatisme ne soit pas une idéologie, les paléo-conservateurs se situent généralement à droite du spectre électoral américain et ont exercé pendant longtemps une forte influence au sein du Parti républicain en concurrence avec les conservateurs fiscaux et les conservateurs sociaux avant d'être également concurrencés par la droite religieuse et les néo-conservateurs. Les paléo-conservateurs se distinguent notamment des néo-conservateurs sur des thèmes comme l'immigration, la discrimination positive, l'implication des États-Unis à l'étranger et la sécurité sociale ou l'État-providence qu'ils rejettent en bloc. Ils défendent la singularité de l'identité américaine et ont des liens politiques avec le paléo-libertarianisme.

## Personnalités paléo-conservatrices
- Alex Jones
- Pat Buchanan
- James Burnham
- Henry Ford
- Paul Gottfried
- Russell Kirk
- Charles Lindbergh
- Thomas Molnar
- Robert Nisbet
- Robert Taft
- Paul Craig Roberts[réf. nécessaire]
- Virginia Abernethy[2]
- Robert Novak
- Justin Raimondo
- Larry McDonald
- Chuck Baldwin
- Donald Trump[3]

## Organisations paléo-conservatrices
- Ligue du Sud
- Parti de la Constitution
- John Birch Society
- The American Conservative
- Chronicles
- Parti républicain (courant)